# 서울9호선운영
서울9호선운영 주식회사(서울9號線運營 株式會社)는 서울 지하철 9호선 1단계 구간 (개화 ~ 신논현)의 운영을 담당했던 대한민국의 철도 기업이다. 프랑스 파리교통공사 RATP트랑스데브(80%)와 현대로템(20%)이 출자하여 만든 회사였다. 서울시메트로9호선에서 서울 지하철 9호선 중 개화 ~ 신논현 구간의 운영위탁을 받아 영업하였다.

## 연혁
- 2007년 6월 28일: SOUTHLINK(주) 주식회사 설립, 대표이사: 마흐슬랑 다루
- 2007년 6월 29일: SOUTHLINK(주)(현 서울9호선운영(주)) - 서울시메트로9호선(주) 관리운영위탁 계약 체결
- 2008년 8월 25일: 본사 이전 (강서구 개화동 차량기지 내)
- 2008년 10월 10일: 사우스링크나인(SOUTHLINK9)에서 서울9호선운영주식회사로 회사상호 변경, 사명변경에 따른 공식 CI 변경
- 2009년 3월 20일: “서울시도시철도 9호선 1단계 구간 운영 및 유지관리 계획” 및 “서울시도시철도9호선 1단계 구간에 대한 관리운영위탁 계획”에 대한 서울시 승인 완료
- 2009년 4월 1일: 영업 시운전 착수 - 차량형식, 전수시험과 병행실시
- 2009년 5월 7일 ~ 2009년 5월 24일: 개통 전 시민 대상 시승행사
- 2009년 6월 9일: 9호선 홈페이지 오픈
- 2009년 7월 24일: 9호선 개통
- 2009년 9월 11일: 천만 고객 달성
- 2009년 10월 8일: 무재해운동 선포식
- 2010년 5월 6일: 전국 도시철도 운영기관장 회의 개최
- 2010년 7월 20일: 시민견학프로그램 개시
- 2010년 9월 8일: 1억명 고객 달성
- 2010년 11월 14일: 무재해 1배수 달성
- 2010년 12월 23일: ISO 9001/14001 통합인증 취득
- 2011년 4월 22일: GFC서비스 시민모니터링 개시
- 2011년 10월 15일: 총 12편성 증편운행 실시
- 2011년 12월 10일: 무재해 2배수 달성
- 2012년 6월 23일: 수송승객 3억명 달성
- 2013년 4월 1일: 시민자원봉사 프로그램 개시
- 2013년 9월 30일: 출퇴근시간 급행열차 추가운행(14회)
- 2013년 10월 23일: 서울시메트로9호선(주)와 변경 관리운영위탁계약 체결
- 2014년 3월 28일: 피터 룬덴벨덴 대표이사 취임
- 2014년 5월 24일: 마곡나루역 개통
- 2014년 12월 22일: OHSAS 18001 인증 취득
- 2015년 1월 31일: 2단계 구간 영업시운전 관련 열차운행 변경
- 2015년 3월 18일: 철도안전관리체계 승인 (국토교통부)
- 2015년 3월 28일: 9호선(언주~종합운동장, 4.5 km) 개통
- 2017년 7월 31일: 크리스토프 뵈이에 대표이사 취임.
- 2018년 12월 1일: 9호선 3단계 구간(삼전~중앙보훈병원, 9.14 km) 개통
- 2019년 7월 1일: 9호선 계약 해지, 본사를 강서구 마곡중앙로로 이전.
- 2019년 8월 19일: 청산 종결.

## 이전 운영 노선
- ● 9호선 1단계 구간 (개화 ↔ 신논현)
  - 역수: 25개
  - 기타: 위탁 관리하는 역이나 사실상 서울시메트로9호선 주식회사 구간이다.

## 주요 업무내용
- 서울 지하철 9호선 1단계 구간 역무 관리 및 선로 유지보수운영 업무

## 같이 보기
- 서울시메트로9호선
- 서울메트로9호선운영 (청산)
- 이레일
- 서부광역철도
- 네오트랜스
- 부산-김해경전철운영
- 스마트레일